# Hervías
Hervías é um município da Espanha 
na província e comunidade autónoma de La Rioja, de área 14,14 km² com população de 151 habitantes (2007) e densidade populacional de 9,55 hab/km².

## Demografia
| Variação demográfica do município entre 1991 e 2004 | Variação demográfica do município entre 1991 e 2004 | Variação demográfica do município entre 1991 e 2004 | Variação demográfica do município entre 1991 e 2004 |
| --------------------------------------------------- | --------------------------------------------------- | --------------------------------------------------- | --------------------------------------------------- |
| 1991                                                | 1996                                                | 2001                                                | 2004                                                |
| 224                                                 | 204                                                 | 149                                                 | 136                                                 |